# Diócesis de Colorado Springs
La diócesis de Colorado Springs (en latín: Dioecesis Coloratensium Fontium y en inglés: Roman Catholic Diocese of Colorado Springs) es una circunscripción eclesiástica de la Iglesia católica en Estados Unidos. Se trata de una diócesis latina, sufragánea de la arquidiócesis de Denver. Desde el 30 de abril de 2021 su obispo es James Robert Golka.

## Territorio y organización
La diócesis tiene 40 285 km² y extiende su jurisdicción sobre los fieles católicos de rito latino residentes en 10 condados del estado de Colorado: Chaffee, Cheyenne, Douglas, Elbert, El Paso, Kit Carson, Lake, Lincoln, Park y Teller.
La sede de la diócesis se encuentra en la ciudad de Colorado Springs, en donde se halla la Catedral de Santa María.
En 2019 en la diócesis existían 39 parroquias.

## Historia
La diócesis fue erigida el 10 de noviembre de 1983 con la bula Accidit quandoque del papa Juan Pablo II, obteniendo el territorio de la arquidiócesis de Denver y de la diócesis de Pueblo.

## Estadísticas
Según el Anuario Pontificio 2020 la diócesis tenía a fines de 2019 un total de 187 645 fieles bautizados.
| Año                                                                             | Población            | Población | Población      | Sacerdotes | Sacerdotes    | Sacerdotes    | Bautizados por sacerdote | Diáconos permanentes | Religiosos | Religiosos | Parroquias |
| Año                                                                             | Bautizados católicos | Total     | % de católicos | Total      | Clero secular | Clero regular | Bautizados por sacerdote | Diáconos permanentes | Varones    | Mujeres    | Parroquias |
| ------------------------------------------------------------------------------- | -------------------- | --------- | -------------- | ---------- | ------------- | ------------- | ------------------------ | -------------------- | ---------- | ---------- | ---------- |
| 1990                                                                            | 63 782               | 503 041   | 12.7           | 54         | 29            | 25            | 1181                     | 15                   | 41         | 204        | 28         |
| 1999                                                                            | 81 515               | 702 808   | 11.6           | 55         | 34            | 21            | 1482                     | 18                   | 3          | 140        | 31         |
| 2000                                                                            | 82 227               | 722 672   | 11.4           | 61         | 39            | 22            | 1347                     | 20                   | 24         | 140        | 31         |
| 2001                                                                            | 130 438              | 749 355   | 17.4           | 59         | 37            | 22            | 2210                     | 25                   | 24         | 130        | 32         |
| 2002                                                                            | 120 000              | 785 000   | 15.3           | 64         | 40            | 24            | 1875                     | 26                   | 26         | 125        | 34         |
| 2003                                                                            | 125 000              | 785 000   | 15.9           | 70         | 42            | 28            | 1785                     | 28                   | 30         | 125        | 41         |
| 2004                                                                            | 136 814              | 855 088   | 16.0           | 71         | 42            | 29            | 1926                     | 28                   | 32         | 125        | 34         |
| 2006                                                                            | 166 602              | 876 854   | 19.0           | 69         | 41            | 28            | 2414                     | 26                   | 31         | 110        | 38         |
| 2013                                                                            | 178 000              | 928 000   | 19.2           | 71         | 55            | 16            | 2507                     | 54                   | 28         | 98         | 39         |
| 2016                                                                            | 173 321              | 1 083 259 | 16.0           | 82         | 58            | 24            | 2113                     | 54                   | 39         | 85         | 39         |
| 2019                                                                            | 187 645              | 1 172 890 | 16.0           | 72         | 52            | 20            | 2606                     | 65                   | 22         | 76         | 39         |
| Fuente: Catholic-Hierarchy, que a su vez toma los datos del Anuario Pontificio. |                      |           |                |            |               |               |                          |                      |            |            |            |

## Episcopologio
- Richard Charles Patrick Hanifen (10 de noviembre de 1983-30 de enero de 2003 renunció)
- Michael John Sheridan (30 de enero de 2003 por sucesión-30 de abril de 2021 retirado)
- James Robert Golka, desde el 30 de abril de 2021